# Cronograf (instrument)

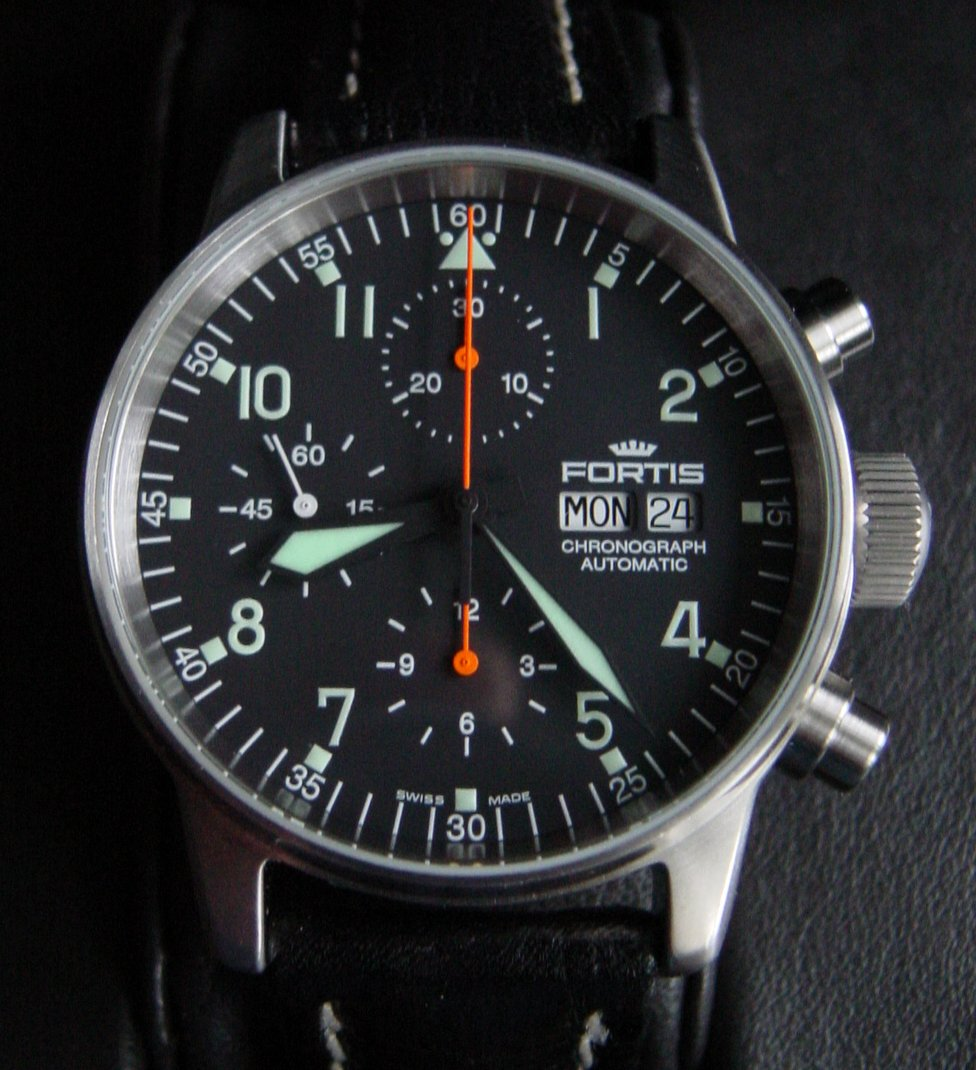

Cronograful este un instrument înregistrator de precizie utilizat la verificarea funcționării cronometrelor și a ceasornicelor.